# 第二阪鶴丸
第二阪鶴丸（だいにはんかくまる）は、鉄道院が舞鶴境航路（舞鶴駅 - 境駅）で運航していた旅客船である。
同型船に阪鶴丸がある。

## 概略
舞鶴境航路は、1905年（明治38年）阪鶴鉄道によって開設された、山陰本線開業までの暫定航路である。当初は阪鶴丸のみの就航であったが、利用客の増加にともない毎日運航の要望が出されてきた。そこで新たに建造した船が本船である。大阪鉄工所へ発注されたが、1907年（明治40年）8月に阪鶴鉄道が国有化されたため、納入は鉄道院であり、1908年（明治41年）6月に竣工し、同年7月に舞鶴境航路に就航した。
1912年（明治45年）の余部橋梁完成に伴い、京都 - 出雲今市が開通すると、舞鶴境航路は廃止となる。この後第二阪鶴丸は、傭船として、青函航路などに就航していたが、1914年（大正3年）7月に運用を終えた。

## 船長
- 津田喜三平 帝国鉄道庁技師：1908年6月25日[1] -

## 概要
- 総トン数：　864.9t
- 全長：　187.6ft
- 全幅：　28.0ft
- 出力：　502馬力
- 最高速力：　11.2kt
- 定員（旅客）：
  - 1等：8人
  - 2等：41人
  - 3等：250人
- 船舶番号11081[2]